# Aden (namn)
Aden är ett könsneutralt förnamn. 153 män har namnet i Sverige och 94 kvinnor. Flest bärare av namnet finns i Stockholm där 74 män och 43 kvinnor har namnet.